# 1-й фронт (Японія)
1-й фро́нт (яп. 【第一方面軍】) — вище оперативно-стратегічне об'єднання збройних сил Японської імперії, фронт Імперської армії Японії в 1942–1945 роках. Брав участь у радянсько-японській війні (1945) на території Маньчжурії.

## Дані
- Сформований: 1 липня 1942 року.
- Кодова назва: Ей (【鋭】, «гострий»)[1].
- Підпорядкування: Квантунська армія.
- Район бойових дій: Північна і Східна Маньчжурія, маньчжурсько-радянське пограниччя.
- Штаб: Мукден, Маньчжурська держава.
- Місце останньої дислокації штабу: Дуньхуа, Маньчжурська держава[1].
- Припинив існування: 15 серпня 1945 року після капітуляції Японії у Другій світовій війні.

## Бойові дії
- Радянсько-японська війна (1945) як складова Другої світової війни.
Оборона Північної і Східної Маньчжурії від наступу радянських військ.

## Командування
Командири фронту:
1. генерал-лейтенант Ямашіта Томоюкі (1 липня 1942 — 26 вересня 1944)[2];
2. генерал-лейтенант Кіта Сейїчі (26 вересня 1944 — 14 серпня 1945)[2].

Голови штабу фронту:
1. генерал-майор Аябе Кіцуджю (1 липня 1942 — 7 грудня 1942)[2];
2. генерал-майор Шідей Цунамаса (7 грудня 1942 — 16 жовтня 1944)[2];
3. генерал-майор Тераґакі Тадао (16 жовтня 1944 — 1 квітня 1945)[2];
4. генерал-майор Сакурай Рьодзо (1 квітня 1945 — 15 серпня 1945)[2].

Віцеголова штабу фронту:
1. генерал-майор Сакама Джюн'їчі (9 серпня 1945 — 15 серпня 1945)[2].

## Склад
1943 рік
- 2-а армія (Японія);
- 3-я армія (Японія);
- 5-а армія (Японія);
- 20-а армія (Японія);
- 28-а дивізія (Японія);
- 1-а танкова армія (Японія);
- 2-а танкова армія (Японія).

1945 рік
- 3-я армія (Японія);
- 5-а армія (Японія);
- 122-а дивізія (Японія);
- 134-а дивізія (Японія);
- 139-а дивізія (Японія);
- Польовий шпиталь;
- Тилові підрозділи;

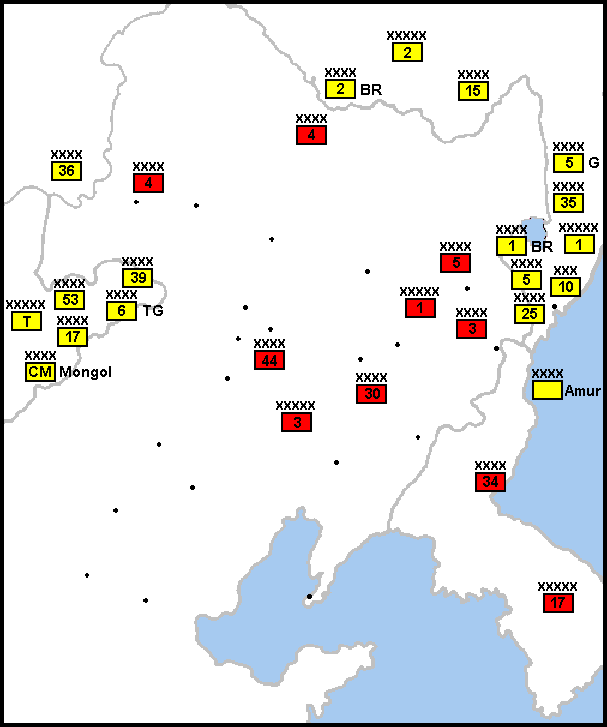
1-й фронт у складі 3-а і 5-а армії в Східній Маньчжурії напередодні радянського вторгнення (1945)

- Підрозділи спеціального призначення;
- Військове депо.